# Anolis palmeri
Anolis palmeri är en ödleart som beskrevs av  George Albert Boulenger 1908. Anolis palmeri ingår i släktet anolisar, och familjen Polychrotidae. Inga underarter finns listade i Catalogue of Life.